# Université de Pristina
L’université de Pristina (en albanais, Universiteti i Prishtinës) est une université publique du Kosovo, sise à Pristina. Fondée en 1969, elle se divise en 1999 lors du conflit du Kosovo et devient uniquement albanophone.

## Personnalités liées
- Hiljmnijeta Apuk, juriste et militante pour les droits des personnes handicapées
- Vjosa Osmani-Sadriu, femme politique